# Hister apicelaevis
Hister apicelaevis är en skalbaggsart som beskrevs av Desbordes 1919. Hister apicelaevis ingår i släktet Hister och familjen stumpbaggar. Inga underarter finns listade i Catalogue of Life.